# Robotzsaru (minisorozat)
A Robotzsaru (eredeti cím: RoboCop: Prime Directives) 2001-ben bemutatott kanadai minisorozat az 1987-es azonos című film alapján. A sorozatot Julian Grant rendezte Brad Abraham és Joseph O'Brien forgatókonyve alapján. A történet a már 10 éve szolgálatban lévő Robotzsaruról szól, akit ezúttal Page Fletcher alakít.
A műsor négy, másfél órás részét Kanadában a Space adta le 2001. január 4. és január 25. között. Magyarországon a TV2 mutatta be 2005. június 25-én, az epizódok magyar címében viszont úgy utaltak a részekre, mintha az eredeti filmek hivatalos folytatásai lennének.

## Cselekmény
A cselekmény 10 évvel az első film után játszódik. Delta City immár a világ legbiztonságosabb helyének számít, köszönhetően Robotzsarunak és a várost teljesen az irányítása alatt tartó OCP-nek.
Murphy kezdi érezni, hogy az ő kora lejáróban van, miközben egykori társa, John Cable visszatér a városba, hogy annak új biztonsági parancsnoka legyen. Ketten együtt egy Csontgépezet nevű bűnöző után nyomoznak, de közben az OCP soraiban találnak sötét titkokra. A cég vezetését intéző belső kör - aminek tagja Murphy időközben felnőtt fia is -, élén Damian Lowe-val egy SAINT nevű mesterséges intelligencián dolgozik, amely teljesen automatizálná az egész várost. A vezetőség átprogramozza Robotzsarut, hogy végezzen Cable-lel, azonban belőle is Roborzsaruhoz hasonló robotot csinálnak, akit később arra programoznak, hogy végezzen a Robotzsaruval.

## Szereplők
| Szereplő                        | Színész             | Magyar hang            |
| ------------------------------- | ------------------- | ---------------------- |
| Alex Murphy / Robotzsaru        | Page Fletcher       | Csernák János          |
| John Terrence Cable / RoboCable | Maurice Dean Wint   | Melis Gábor            |
| Sara Cable                      | Maria del Mar       | Németh Kriszta         |
| James Murphy                    | Anthony Lemke       | Király Attila          |
| Damian Lowe                     | Kevin Jubinville    | Háda János             |
| Ed Hobley                       | David Fraser        |                        |
| Albert Bixler / Csontgépezet    | Richard Fitzpatrick | Kránitz Lajos          |
| David Kaydick                   | Geraint Wyn Davies  | Sinkovits-Vitay András |
| Ann R. Key                      | Leslie Hope         | Náray Erika            |
| Jordan                          | Rebeka Coles-Budrys |                        |
| Idős nő                         | Tedde Moore         |                        |

## Epizódok
| # | Magyar cím                         | Eredeti cím    | Erederi bemutató | Magyar bemutató  |
| - | ---------------------------------- | -------------- | ---------------- | ---------------- |
| 1 | Robotzsaru 4. - Sötét igazság      | Dark Justice   | 2001. január 4.  | 2005. június 25. |
| 2 | Robotzsaru: Gyújtóhatás            | Meltdown       | 2001. január 11. | 2005. július 2.  |
| 3 | Robotzsaru 6. - Feltámadás         | Resurrection   | 2001. január 18. | 2005. július 9.  |
| 4 | Robotzsaru 7. - A lángok martaléka | Crash and Burn | 2001. január 25. | 2005. július 16. |